# Giovanni Tagliapietra
Giovanni Tagliapietra (* 24. Dezember 1845 in Venedig; † 11. April 1921 in New York City) war ein italoamerikanischer Opernsänger (Bariton).

## Leben und Wirken
Tagliapietra studierte zunächst in seiner Heimatstadt Schiffsbau, später Architektur an der Universität Padua. Er absolvierte dann eine Gesangsausbildung bei Giovanni Corsi und ging nach ersten Erfolgen in Italien 1874 nach Nordamerika, wo er sich Max Strakoschs Operntruppe anschloss. Bei einem Auftritt in Caracas lernte er die Pianistin und Komponistin Teresa Carreño kennen. Die Musiker heirateten, die Ehe wurde aber 1885 geschieden. Nach dem Ende seiner aktiven Sängerlaufbahn wirkte Tagliapietra als Gesangslehrer in New York.

## Quelle
- Karl-Josef Kutsch, Leo Riemens: Großes Sängerlexikon, Band 4, 4. Ausgabe, Walter de Gruyter, 2012, ISBN 9783598440885, S. 4638

| Personendaten    | Personendaten                             |
| ---------------- | ----------------------------------------- |
| NAME             | Tagliapietra, Giovanni                    |
| KURZBESCHREIBUNG | italoamerikanischer Opernsänger (Bariton) |
| GEBURTSDATUM     | 24. Dezember 1845                         |
| GEBURTSORT       | Venedig                                   |
| STERBEDATUM      | 11. April 1921                            |
| STERBEORT        | New York City                             |